# Andrzej Kowalski (ekonomista)
Andrzej Kowalski (ur. 15 sierpnia 1949 w Warszawie) – polski ekonomista rolnictwa, nauczyciel akademicki i urzędnik państwowy, profesor nauk ekonomicznych, w latach 2004–2006 podsekretarz stanu w Ministerstwie Rolnictwa i Rozwoju Wsi.

## Życiorys
Ukończył studia na Wydziale Ekonomiki Produkcji Szkoły Głównej Planowania i Statystyki. W 1974 rozpoczął pracę naukową na tej uczelni (przekształconej w międzyczasie w Szkołę Główną Handlową), specjalizując się w ekonomice agrobiznesu, finansach, polityce gospodarczej i polityce rolnej w Unii Europejskiej. W 1998 obronił rozprawę habilitacyjną pt. Społeczne uwarunkowania rozwoju wsi i rolnictwa. 23 lipca 2008 uzyskał tytuł profesora nauk ekonomicznych. Pełnił m.in. funkcje wicedyrektora Instytutu Funkcjonowania Gospodarki Narodowej i prodziekana Wydziału Ekonomiki Produkcji SGH. Autor i współautor ponad 400 publikacji naukowych, znalazł się w kolegiach i radach naukowych pism specjalistycznych. Zasiadł w prezydium Komitetu Ekonomiki Rolnictwa Polskiej Akademii Nauk i został członkiem Komitetu Nauk Ekonomicznych PAN.
Od 1995 pracował w Instytucie Ekonomiki Rolnictwa i Gospodarki Żywnościowej – Państwowym Instytucie Badawczym, od 2000 do 2019 będąc jego dyrektorem. Działał jako doradca Komitetu Integracji Europejskiej i polskiego rządu. Od 14 lipca 2004 do 1 maja 2006 pełnił funkcję podsekretarza stanu w Ministerstwie Rolnictwa i Rozwoju Wsi. W latach 2008–2010 był członkiem Rady ds. Wsi przy Prezydencie RP. Wyróżniony tytułem doktora honoris causa Instytutu Ekologicznego na Ukrainie.